# Jenna Fischer
Pour les articles homonymes, voir Fischer.
Jenna Fischer, née le 7 mars 1974 à Fort Wayne, dans l'Indiana, aux États-Unis, est une actrice, productrice, scénariste et réalisatrice américaine. 
Principalement connue avec le rôle de Pam Beesly (en) dans la série The Office, pour lequel elle a été nommée à l'Emmy Award de la meilleure actrice dans un second rôle dans une série télévisée comique, elle a joué dans de nombreux films dont Horribilis, Les Frères Solomon, Les Rois du patin, Walk Hard, Top Job!, Solitary Man et plus récemment Bon à tirer (B.A.T.). 
Elle s'est essayé à la réalisation en 2004 avec la comédie LolliLove, faux documentaire qu'elle a notamment coécrit et dont elle a tenu le rôle principal.

## Biographie
Née à Fort Wayne, dans l'Indiana, Regina Marie Fischer, surnommée Jenna, est la fille d'Anne et Jim Fischer et la sœur aînée d'Emily (devenue professeure). Fischer a été élevée à Manchester, dans le Missouri, dans la banlieue de Saint- Louis, Missouri, où son père, natif du Missouri qui avait travaillé comme ingénieur dans l'Indiana, est retourné avec sa famille quand Jenna était petite. Elle a vécu sa première expérience de la scène lorsque, à l'âge de six ans, elle a participé à un atelier de comédie dispensé par sa mère au Saint-Louis Henry School, atelier a également assisté Sean Gunn (qui devient acteur et également le futur-beau frère de Jenna), avec qui elle a grandi.
Elle a fréquenté l'école primaire de Pierremont et, plus tard le Nerinx Hall High School (en) et une école catholique pour filles dans la banlieue de Webster Groves. Elle a obtenu un baccalauréat ès arts avec une spécialisation en théâtre, ainsi qu'une mineure en journalisme, au Truman State University où à l'origine, elle s'était inscrite en droit, avant de changer pour le théâtre. Avant d'incarner Pam Beesly dans The Office, elle a travaillé comme réceptionniste et adjointe administrative. Elle a déclaré dans une interview qu'elle peut taper 85 mots par minute avec 90 pour cent de précision.

## Carrière

### Les débuts
Jenna Fischer a commencé sa carrière d'actrice dans le théâtre professionnel. Pendant ses études à l'université du Missouri, elle a joué dans le groupe itinérant Murder Mystery Dinner Theatre et lors de son déménagement à Los Angeles, elle a commencé à jouer à la Commedia dell'arte au Zoo District Theatre. Sa performance dans l'adaptation musicale du film Nosferatu le vampire l'a conduit à avoir son premier agent. Toutefois, elle a du mal à percer au cinéma et à la télévision, racontant sur NPR que son premier emploi payant pour un film était une vidéo d'« éducation sexuelle pour les patients [psychiatriques] à leur sortie de l'UCLA Medical Center  ». Dans un blog Myspace écrit spécifiquement pour conseiller les acteurs commençant leur carrière, elle a expliqué qu'il lui a fallu trois ans avant de décrocher son premier rôle télévisé parlant, une participation dans Spin City. Elle auditionna même pour le rôle de Sydney Bristow dans la série Alias, finalement attribuée à Jennifer Garner. Plus tard, elle parle de cette audition : « Ils ont dit qu'ils aimaient mon jeu d'actrice, mais que je n'étais pas assez sexy».
Elle a continué durant les années suivantes à apparaître dans des petits rôles dans des petits films indépendants tels que L'Employé du mois, Lucky 13 et The Specials, ainsi qu'à la télévision dans Six Feet Under, That '70s Show, Cold Case, Miss Match, La Vie avant tout, Les Années campus, Ce que j'aime chez toi et Sexe et Dépendances.
En 2002, elle apparaît dans le court-métrage Les Superficiales, de son ami Peter Alton, rencontré dans le groupe du Zoo District Theatre, avec qui elle coécrit LolliLove, dont il est également le narrateur. En 2003, elle tient un rôle de premier plan dans The Girl's Guide to Summer, un court-métrage produit par Instant Films (pour une compétition similaire à l'échelle nationale s'est tenue au 48 Hour Film Project, seulement basée à Los Angeles) et réalisé par l'un de ses cofondateurs (et cadreur) Charles Papert.

### LolliLove

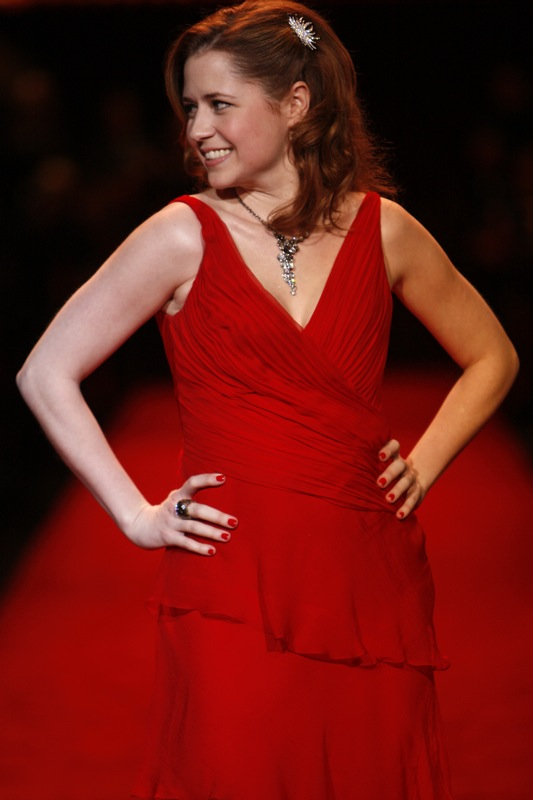
Jenna Fischer au The Heart Truth Fashion Show en février 2008.

Alors que sa carrière cinématographique a démarré lentement, Fischer a pris les choses en main, en écrivant, produisant, réalisant et jouant dans son propre faux documentaire LolliLove. Le film la met en covedette avec son mari de l'époque, James Gunn, ainsi que des amis tels que Linda Cardellini, Jason Segel, Lloyd Kaufman et Judy Greer. « Je ne travaillais pas beaucoup, obtenant tous les mois des petites participations spéciales éloignés les uns des autres », explique-t-elle en 2006. Elle a commencé à participer à The Artist's Way (en), un séminaire de développement personnel de créativité sous forme de livre : « D'exécuter ce livre, j'ai eu cette idée... Quand nous avons commencé, ce n'était pas censé être un vrai film. Il devait juste être un projet d'improvisation pour James et moi, à nous amuser avec». Utilisant une caméra donné par Gunn comme cadeau de mariage, elle a filmé des préliminaires d'interviews improvisées avec ses amis dans le format de faux documentaire, qui allait plus tard apporter sa notoriété dans The Office. «J'ai vraiment l'impression que c'était une intervention divine de travailler avec ce moyen pendant un an », dit-elle plus tard dans une interview, ajoutant « c'était le meilleur entraînement, je n'aurais jamais eu la possibilité d'être sur la série»
Projeté en avant-première au festival de Saint-Louis le 21 novembre 2004, puis au festival de Tromadance le 27 janvier 2005, LolliLove fut tourné en 12 jours pour un budget de 2 000 dollars et sort directement en vidéo. Bien que le film soit récompensé du Screen Actors Guild Emerging Actor Award au festival de Tromadance, l'expérience de ce tournage à faible budget l'a découragé concernant ses aspirations de réalisatrice.
Dans une interview, elle dit concernant LolliLove :

« La réalisation a été épuisante et l'écriture était douloureuse. Il est très difficile de diriger les acteurs dans un film. Nous avons également eu une très faible équipe et j'ai fait beaucoup de choses qu'un administrateur normal n'a pas à faire, comme faire les accessoires et servir le déjeuner. J'ai été en même temps jouer mon personnage [...]. Je suis bonne en multi-tâches, mais c'était trop pour moi. Je ne pouvais pas profiter de la façon dont j'aurais souhaité. Je pense que je vais m'en tenir à la comédie. »

### The Officeet le cinéma

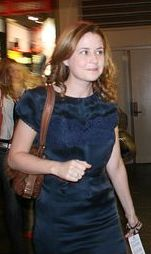
Jenna Fischer en 2007.

Après une succession d'auditions, pour la plupart improvisées, similaires à son expérience sur LolliLove, elle décroche le rôle de la réceptionniste Pam Beesly dans la série télévisée The Office, adaptation de la série britannique du même nom, diffusé sur NBC, à partir de 2005. Avant son audition initiale, la directrice de casting Allison Jones a conseillé à Fischer d'avoir l'air aussi ennuyeuse que possible. L'actrice a passé plusieurs années à travailler comme réceptionniste et assistante administrative dans des bureaux de Los Angeles, comme son personnage, en luttant pour atteindre le succès. Elle a donc senti qu'elle était bien adaptée pour le rôle. C'est également elle qui a trouvé la coiffure originale de Pam. « Je suis tellement attaché au parcours de Pam », dit-elle sur NPR en 2009, ajoutant « J'adore tellement jouer ce personnage, tellement ». La série rencontre un accueil critique favorable et un succès d'audience. Elle a reçu une nomination, en 2007, à l'Emmy Award de la meilleure actrice dans un second rôle pour sa prestation. The Office a permis à l'actrice de se faire connaître du grand public et de lancer sa carrière.
Peu de temps après la première de The Office, Fischer a mis l'accent sur le succès de la série dans une interview en avril 2005 sur le journal d'étudiant de son alma mater, où elle dit : « Honnêtement, ce serait formidable d'arriver à jouer Pam pour longtemps, très longtemps ... Je n'ai pas de véritables grandes aspirations pour être une star de cinéma. J'aimerais participer à un show télévisé à succès de longue durée. Vous vous retrouvez à jouer un rôle déterminant .", ». Au moment où le succès de The Office commence à augmenter, la carrière cinématographique de l'actrice est devenue plus établie. Elle tient ce rôle jusqu'à la neuvième et dernière saison, diffusée en 2013.
En 2006, elle tient un second rôle dans le film d'horreur Horribilis, réalisé par son mari de l'époque, James Gunn, mais il faut attendre 2007 pour qu'elle rencontre son premier succès cinématographique avec Les Rois du patin, dans lequel elle tient son premier rôle d'importance, celui de Katie van Waldenberg, sœur des rivaux de Will Ferrell et Jon Heder. Elle enchaîne par la suite des rôles dans des comédies (Les Frères Solomon et The Promotion, où elle est la femme de Seann William Scott), qui passent inaperçus lors de leurs sorties en salles. L'un de ses autres rôles notables est celui de Darlene Madison, l'une des épouses du chanteur Dewey Cox (John C. Reilly) dans Walk Hard, produit par Judd Apatow.
En 2009, elle partage la vedette avec Michael Douglas, Susan Sarandon et Danny DeVito dans la comédie dramatique Solitary Man, puis fait partie du casting de la nouvelle comédie des frères Farrelly, Bon à tirer (B.A.T.), avec Owen Wilson, sortie en 2011, qui obtient un succès critique et public mitigé. Elle tient, la même année, pour la première fois un rôle principal avec A Little Help, suivi d'un autre, dans The Giant Mechanical Man, où elle officie également comme productrice exécutive.
En 2013, après la fin de The Office, elle fait ses débuts au théâtre Off-Broadway avec la pièce Reasons to Be Happy, de Neil LaBute, dans lequel elle partage la vedette avec Leslie Bibb, Josh Hamilton et Fred Weller,,. Les représentations ont débuté au mois de mai de la même année,.
En 2017, elle rejoint le casting du film de Clint Eastwood, Le 15:17 pour Paris.
Le 11 septembre 2019, Jenna Fischer et Angela Kinsey, interprète d'Angela Martin dans The Office, annoncent leur podcast intitulé Office Ladies Le podcast présente les deux actrices offrant des détails sur les coulisses de la série et répondant aux questions des fans, avec parfois des invités, dont des acteurs de la série.

## Vie personnelle

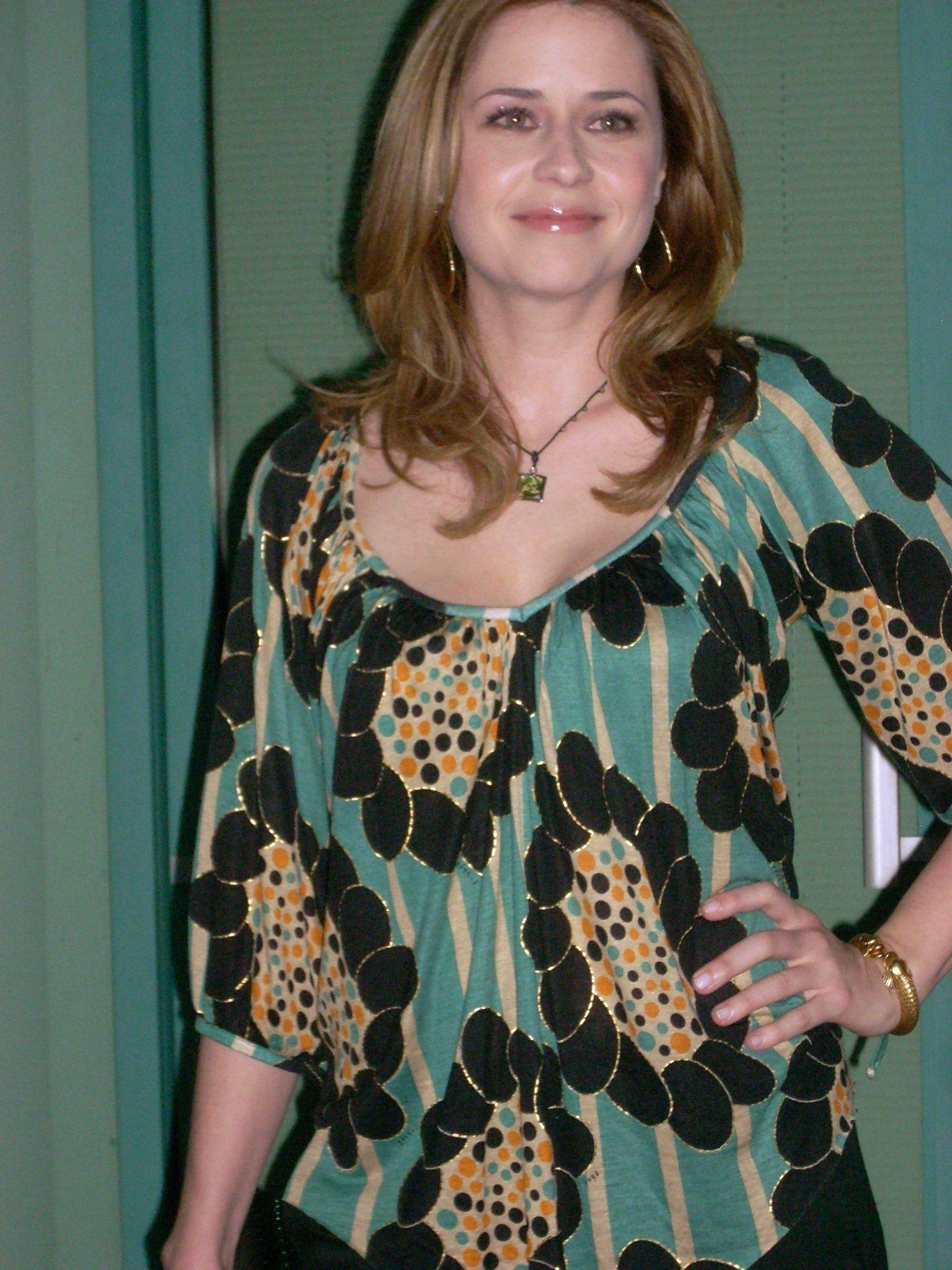
Jenna Fischer en 2009 au Academy of Television Arts & Sciences, en Californie.

Du 7 octobre 2000 à 2008, elle fut mariée au réalisateur et scénariste James Gunn, qu'elle a rencontré sur le tournage du film The Specials, dont il fut le scénariste. Le couple a collaboré deux fois : pour LolliLove et Horribilis. Ils ont annoncé leur séparation en septembre 2007. Dans une interview de juin 2008, Fischer a confirmé qu'elle et Gunn avaient finalisé leur divorce. Ils sont restés amis et, en 2010, Fischer aide Gunn pour prendre Rainn Wilson au casting de son film Super.
Depuis, la comédienne sort dorénavant avec l'acteur et scénariste Lee Kirk, avec qui elle s'est fiancée, depuis juin 2009, puis mariée le 3 juillet 2010,. Le 24 septembre 2011, elle a accouché de son premier enfant, un garçon nommé Weston Lee. Le 25 mai 2014, elle donne naissance à son second enfant, une fille nommée Harper Marie,.
Le 15 mai 2007, alors qu'elle assistait au NBC's Upfront, elle fait une chute d'escaliers à New York et s'est fracturé le dos à quatre endroits. Elle a été emmenée par ambulance au St. Vincent's Hospital à Manhattan. Après être restée dans un hôtel de l'État de New York, elle fut autorisée à retourner à Los Angeles et passe une période de douze semaines de convalescence. Après s'être remise sur pied, elle est partie tourner le premier épisode de la quatrième saison de The Office.
Elle est la marraine d'Isabel, la fille de sa partenaire de The Office et également son amie proche, Angela Kinsey.
Jenna Fischer s'implique dans des œuvres caritatives. En 2006, elle participe au Celebrity Poker Showdown, pour l'association Catholic Charities' Tsunami Relief, pour les victimes de l'ouragan Katrina. Elle a un chat qui s'appelle Andy, ce qui explique son implication dans l'association Kitten Rescue et Rover Rescue à Los Angeles. En 2008, elle a organisé un événement pour les chatons.
Elle a participé, en 2007, au clip du single Trough any Window, de Willie Wisely, réalisé par un ami de longue date de l'actrice, John Cabrera. Avec plusieurs de ses partenaires de The Office, elle met régulièrement à jour son blog MySpace avec les anecdotes des coulisses des prochains épisodes de la série.
Le 8 octobre 2024, pendant l'Octobre rose, elle annonce avoir vaincu un cancer découvert en décembre 2023. Elle appelle les femmes à faire le dépistage du cancer du sein,.

## Théâtre

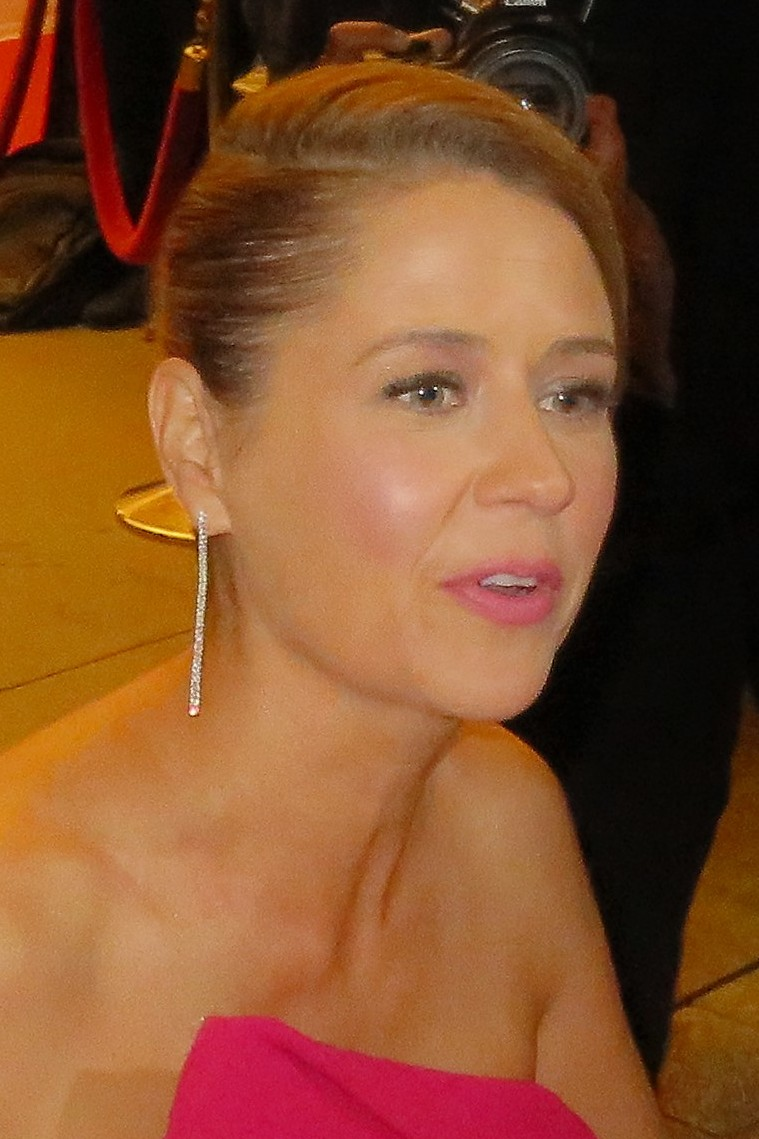
L'actrice en 2017.

- L'actrice en 2017.2013 : Reasons to be Happy, pièce off-Broadway écrite et mise en scène par Neil LaBute, jouée au Lucille Lorthel Theatre de New York du 11 au 29 juin 2013 : Steph[42]
- 2016 : Meteor Shower, pièce écrite par Steve Martin et mise en scène par Gordon Edelstein, joué au Old Globe Theatre (en) à San Diego du 30 juillet au 18 septembre 2016 : Corky [43]

## Filmographie

### Cinéma

#### Longs métrages
- 1998 : Born Champion d'Aron Schifman : Wendy Miller [N 4]
- 1998 : Channel 493 d'Odin Valkar : Renee
- 2000 : The Specials de Craig Mazin : College Girl
- 2001 : Picking Up Chicks with Harland Williams de Chris Hall : Dog Walker #1
- 2003 : Doggie Tails, Vol. 1: Lucky's First Sleep-Over de Paul Moisio : Kelsey (vidéo)
- 2003 : Melvin Goes to Dinner de Bob Odenkirk : Hôtesse
- 2004 : L'Employé du mois (Employee of the Month) de Mitch Rouse : Whisper
- 2004 : LolliLove : Jenna – également réalisatrice et scénariste
- 2005 : Lucky 13 de Chris Hall : Sorority Girl 1
- 2005 : 40 ans, toujours puceau (The 40 Year-Old Virgin) de Judd Apatow : Femme #1 [N 5]
- 2006 : Horribilis (Slither) de James Gunn : Shelby
- 2007 : Les Rois du patin (Blades of Glory) de Josh Gordon et Will Speck : Katie Van Waldenberg
- 2007 : Les Frères Solomon (The Brothers Solomon) de Bob Odenkirk : Michelle
- 2007 : Walk Hard (Walk Hard: The Dewey Cox Story) de Jake Kasdan : Darlene Madison
- 2008 : Top Job! (The Promotion) de Steve Conrad : Jen Stauber
- 2009 : Solitary Man de Brian Koppelman et David Levien : Susan Porter
- 2010 : A Little Help de Michael J. Weithorn : Laura
- 2011 : Bon à tirer (B.A.T.) (Hall Pass) de Bobby et Peter Farrelly : Maggie
- 2012 : The Giant Mechanical Man de Lee Kirk : Janice – également productrice
- 2013 : Amis pour la vie (Are You Here) de Matthew Weiner : Alli
- 2014 : Kiss Me de Jeff Probst : Vera
- 2017 : La Vie, ma vie (Brad's Status) de Mike White : Melanie Sloan
- 2018 : Le 15h17 pour Paris (The 15:17 to Paris) de Clint Eastwood : Heidi Skarlatos
- 2024 : Mean Girls : Lolita malgré moi (Mean Girls) d'Arturo Perez Jr. et Samantha Jayne : Mme Heron

#### Courts métrages
- 2002 : Les superficiales de Peter Hall : Bitchy French Girl
- 2004 : The Women de Rory Kelly : Leslie
- 2014 : It's Okay de Tamar Levine : Her

### Télévision

#### Téléfilms
- 2003 : Rubbing Charlie, d'Adam Bernstein

#### Séries télévisées
- 2001 : Spin City : Serveuse, 1 épisode
- 2001 : Les Années campus (Undeclared) : Betty, 2 épisodes
- 2002 : Sexe et Dépendances (Off Centre) : Melanie, 1 épisode
- 2002 : Ce que j'aime chez toi (What I Like About You) : Kim, 1 épisode
- 2003 : La Vie avant tout (Strong Medicine) : Camille Freemont, 1 épisode
- 2003 : Miss Match : Connie, 1 épisode
- 2004 : Cold Case : Affaires classées (Cold Case) : Dottie (en 1943), 1 épisode
- 2005 : That '70s Show : Stacy Wanamaker, 1 épisode
- 2005 : Six Feet Under : Sharon Kinney, 2 épisodes
- 2005-2013 : The Office : Pam Beesly, 187 épisodes – également productrice sur 15 épisodes
- 2007 : Studio 60 on the Sunset Strip : elle-même , 1 épisode
- 2012 : Dan Vs... : Anger Management Instructor (voix), 1 épisode
- 2014 : Ten X Ten : Woman 40s
- 2015 : You, Me and the Apocalypse : Rhonda MacNeil
- 2015 : Newsreader : Kelly Spears, 1 épisode
- 2016 : Les Mystères de Laura (The Mysteries of Laura) : Jennifer Lambert, 3 épisodes
- 2016 : The Grinder : Kelly, 1 épisode
- 2016 : Drunk History : Katharine Wright, 1 épisode
- 2017 : The Guest Book : Dr. Laurie Galiff, 1 épisode
- 2018-2019 : Splitting Up Together : Lena

## Voix françaises
En France, Amélie Gonin est la voix française la plus régulière de Jenna Fischer.
Au Québec, Geneviève Désilets est la voix québécoise la plus régulière de l'actrice.
En France
| - Amélie Gonin dans : - The Office (série télévisée) - Les Frères Solomon - Walk Hard: The Dewey Cox Story - Solitary Man - Bon à tirer (B.A.T.) - Mean Girls : Lolita malgré moi | et aussi - Marie Chevalot dans Cold Case : Affaires classées (série télévisée) - Karine Foviau dans L'Employé du mois - Sandrine Cohen dans Six Feet Under (série télévisée) - Dorothée Pousséo dans That '70s Show (série télévisée) - Virginie Méry dans Les Rois du patin - Claire Guyot dans Le 15h17 pour Paris - Léovanie Raud dans Les Mystères de Laura (série télévisée) |

Au Québec
| - Geneviève Désilets dans : - Les Rois du patin - La Promotion - Un homme sans exception - Le Passe-droit | et aussi - Amélie Bonenfant dans Incisions - Linda Roy dans Walk Hard : L'Histoire de Dewey Cox |

## Distinctions
| Années | Cérémonie                             | Catégorie                                                       | Résultat    | Film - Séries |
| ------ | ------------------------------------- | --------------------------------------------------------------- | ----------- | ------------- |
| 2004   | St. Louis International Film Festival | Screen Actors Guild Emerging Actor Award                        | Récompensée | LolliLove     |
| 2004   | TromaDance Film Festival              | Independent Soul Award                                          | Récompensée | LolliLove     |
| 2006   | Screen Actors Guild Awards            | Meilleure performance d'une distribution dans une série comique | Récompensée | The Office    |
| 2007   | Screen Actors Guild Awards            | Meilleure performance d'une distribution dans une série comique | Récompensée | The Office    |
| 2007   | Emmy Award                            | Meilleure actrice dans un second rôle dans une série comique    | Nommée      | The Office    |
| 2008   | Screen Actors Guild Awards            | Meilleure performance d'une distribution dans une série comique | Nommée      | The Office    |
| 2008   | Festival de télévision de Monte-Carlo | Meilleure actrice dans une série comique                        | Nommée      | The Office    |
| 2009   | Teen Choice Awards                    | Meilleure actrice dans une série comique                        | Nommée      | The Office    |
| 2009   | Screen Actors Guild Awards            | Meilleure performance d'une distribution dans une série comique | Nommée      | The Office    |
| 2009   | Festival de télévision de Monte-Carlo | Meilleure actrice dans une série comique                        | Nommée      | The Office    |
| 2010   | Screen Actors Guild Awards            | Meilleure performance d'une distribution dans une série comique | Nommée      | The Office    |
| 2010   | Festival de télévision de Monte-Carlo | Meilleure actrice dans une série comique                        | Nommée      | The Office    |
| 2010   | St. Louis International Film Festival | Outstanding Achievement in Film                                 | Récompensée | NC            |
| 2011   | Screen Actors Guild Awards            | Meilleure performance d'une distribution dans une série comique | Nommée      | The Office    |
| 2012   | Screen Actors Guild Awards            | Meilleure performance d'une distribution dans une série comique | Nommée      | The Office    |
| 2013   | Screen Actors Guild Awards            | Meilleure performance d'une distribution dans une série comique | Nommée      | The Office    |

## Source
- (en) Cet article est partiellement ou en totalité issu de l’article de Wikipédia en anglais intitulé « Jenna Fischer » (voir la liste des auteurs).